# Козицкий, Владислав
Владислав Козицкий (пол. Władysław Kozicki; 29 октября 1879 —  12 января 1936 во Львове) — польский историк искусства, поэт, драматург, журналист и театральный критик, профессор Львовского университета.

## Биография
В.Козицкий изучал право и философию во Львовском университете. В 1905 ему было присвоена степень доктора истории искусств.
В 1898 - чиновник  отдела Краевого наместничества. Затем работал сотрудником, а затем членом редакции газеты Słowo Polskie , выходящей во Львове. 
После обретения Польшей независимости, в 1920 принял участие вместе с Яном Каспровичем и Стефаном Жеромским в проведении Варминско-Мазурского плебисцита.
С 1922 - доцент университета. В 1926 профессор В.Козицкий возглавил кафедру современной истории искусств Львовского университета.
Особое внимание он посвятил искусству эпохи итальянского Возрождения и польского искусства XIX - XX веков. 
Является автором ряда драм, поэзий и романов.
В 1908 - член Польского философского общества во Львове. В.Козицкий также был членом Научного общества во Львове и членом отделения истории искусств Польской академии знаний.
Избранные пьесы В.Козицкого:
- Wolne duchy (1911)
- Euforion (1919)
- Święto kos (1928)
- Syn marnotrawny (1932)

Умер во Львове и был похоронен на Лычаковском кладбище .